# Renée Björling

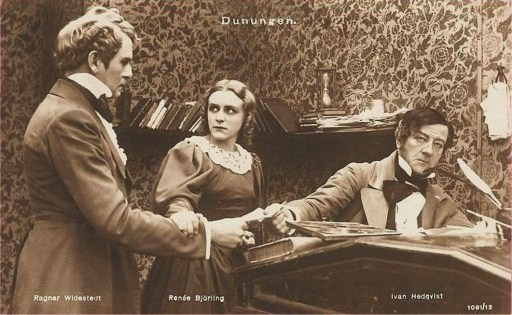
Con Ragnar Widestedt (izq.) y Ivan Hedqvist en Dunungen (1919)

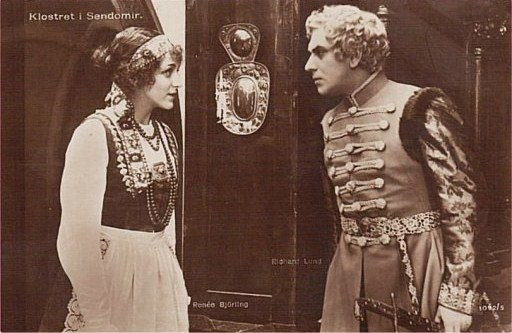
Con Richard Lund en Klostret i Sendomir (1920)

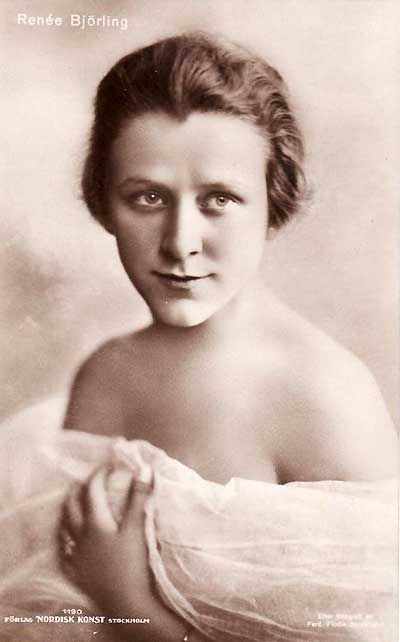
Renée Björling hacia 1920

Renée Björling (10 de julio de 1898-4 de marzo de 1975) fue una actriz teatral y cinematográfica de nacionalidad sueca.

## Biografía
Nacida en la parroquia de Lovö, Provincia de Estocolmo, Suecia, su nombre completo era Renée Louise Björling. Era hija de la actriz Manda Björling y del director de oficina Carl Olof Björling, y media hermana del cantante de ópera Sigurd Björling y del actor y director Johan Falck. 
Entre 1915 y 1917, Renée Björling estudió arte dramático en la escuela del Teatro Dramaten, en Estocolmo, donde ella daría clases más adelante. Muy activa en el medio teatral, ella actuó principalmente en el Dramaten, participando en unas ciento treinta piezas representadas a partir del año 1915. 
Entre sus compañeros en el Dramaten figuran actores como Gunnar Björnstrand, Lars Hanson, Anita Björk, Jarl Kulle y Gunn Wållgren.
Siempre en el Dramaten, ella trabajó en varias ocasiones con Alf Sjöberg, en ocasiones como actor, pero también como director de escena, como ocurrió con Las moscas, de Jean-Paul Sartre, llevada a escena por él en 1945, y con las actuaciones de Stig Järrel y Mai Zetterling. También coincidió varias veces con Mimi Pollak, como actriz (El jardín de los cerezos en 1946) y como directora de escena (La Puce à l'oreille en 1968). Björling actuó por última vez en el Dramaten en 1971 con Las troyanas, de Eurípides, obra en la que trabajó con Gunnel Lindblom y Mona Malm.
En el cine, debutó siendo niña en el film mudo Fadren, (1912). Su segunda película fue Dunungen (1919), y la tercera Klostret i Sendomir (1920). En total, actuó en catorce filmes mudos hasta el año 1928.
Tras la llegada del cine sonoro, ella actuó en otras veinticuatro películas, la primera estrenada en 1932. Entre las mismas figuran Sommarlek (1951, con Maj-Britt Nilsson, Alf Kjellin y Mimi Pollak), Sommaren med Monika (1953, con Harriet Andersson y Lars Ekborg), En lektion i kärlek (1954, con Eva Dahlbeck, Gunnar Björnstrand y Harriet Andersson) y Kvinnodröm (1955, con Eva Dahlbeck, Harriet Andersson y Gunnar Björnstrand), todas ellas dirigidas por Ingmar Bergman, director con el cual trabajó en el Dramaten en cuatro ocasiones, principalmente en 1964 con la obra Hedda Gabler. Su última película fue Kärlekens decimaler (1960), de Hasse Ekman, con Stig Järrel, Eva Dahlbeck y Hasse Ekman.
En televisión actuó en un episodio, emitido en 1955, de la serie estadounidense Foreign Intrigue, rodado en los estudios de Svensk Filmindustri. Posteriormente fue la señora Higgins en una adaptación a la pequeña pantalla, emitida en 1968, de Pigmalión, obra teatral de George Bernard Shaw, que ella ya había interpretado en 1952 en el Dramaten.
Renée Björling falleció en Täby, Suecia, en 1975. Fue enterrada en Cementerio Skogskyrkogården de Estocolmo. Había estado casada desde 1925 a 1932 con el capitán Gunnar Ursell, con el que tuvo una hija, Monica (1926- ). Fue tía del actor Olle Björling y abuela de la cantante de ópera Malena Ernman. 

## Teatro (en elDramaten, selección)
- 1915 : La Belle Aventure, de Gaston Arman de Caillavet y Robert de Flers
- 1916 : Elektra, de Hugo von Hofmannsthal a partir de Sófocles, con Gustaf Molander
- 1917 : En skuga, de Hjalmar Bergman
- 1917 : Dunungen, de Selma Lagerlöf
- 1927 : Fedra, de Jean Racine
- 1927 : El enfermo imaginario, de Molière, con Alf Sjöberg
- 1927 : Madame Sans-Gêne, de Victorien Sardou y Émile Moreau, con Alf Sjöberg
- 1928 : A doctor úr, de Ferenc Molnár, con Alf Sjöberg
- 1928 : Dunungen, de Selma Lagerlöf
- 1929 : La Belle Aventure, de Gaston Arman de Caillavet y Robert de Flers, con Alf Sjöberg
- 1929 : El misántropo, de Molière
- 1930 : Topaze, de Marcel Pagnol, con Lars Hanson
- 1931 : The Bread-Winner, de William Somerset Maugham, escenografía de Alf Sjöberg, con Lars Hanson
- 1931 : La malquerida, de Jacinto Benavente
- 1931 : Ces Messieurs de la Santé, de Paul Armont y Léopold Marchand, escenografía de Alf Sjöberg, con Lars Hanson
- 1931-1932 : The Posthumous Papers of the Pickwick Club, adaptación de la obra de Charles Dickens
- 1932 : Clavigo, de Johann Wolfgang von Goethe
- 1932 : Mademoiselle, de Jacques Deval
- 1932 : Nina, de Bruno Frank
- 1932-1933 : The Green Pastures, de Marc Connelly
- 1933 : A Electra le sienta bien el luto, de Eugene O'Neill, con Lars Hanson
- 1933 : Vor Sonnenuntergang, de Gerhart Hauptmann, escenografía de Alf Sjöberg, con Inga Tidblad
- 1933 : Mäster Olof, de August Strindberg, con Lars Hanson
- 1933 : Der Biberpelz, de Gerhart Hauptmann
- 1934 : Medea, de Eurípides
- 1934 : The Rivals, de Richard Brinsley Sheridan, escenografía de Alf Sjöberg, con Inga Tidblad
- 1934 : Un sombrero de paja de Italia, de Eugène Labiche, con Inga Tidblad
- 1935 : Kvartetten som sprängdes, adaptación de la novela de Birger Sjöberg, con Inga Tidblad
- 1935 : Leopold, luftkonstnär, de Ragnar Josephson, con Lars Hanson
- 1935 : Sheppey, de William Somerset Maugham, escenografía de Alf Sjöberg, con Gunnar Björnstrand
- 1935 : Ah, Wilderness !, de Eugene O'Neill, con Gunnar Björnstrand y Signe Hasso
- 1935 : El avaro, de Molière, con Gunnar Björnstrand
- 1935 : El sueño, de August Strindberg, con Gunnar Björnstrand, Lars Hanson y Signe Hasso
- 1935 : L'Habit vert, de Gaston Arman de Caillavet y Robert de Flers, con Gunnar Björnstrand
- 1936 : Gösta Berlings saga, adaptación de la novela de Selma Lagerlöf, con Gunnar Björnstrand y Gunn Wållgren
- 1936 : Romeo y Julieta, de William Shakespeare, con Lars Hanson y Inga Tidblad
- 1936 : Brott och Straff, adaptación de Gaston Baty de la novela de Fiódor Dostoyevski, escenografía de Alf Sjöberg, con Lars Hanson, Inga Tidblad y Gunn Wållgren
- 1936 : Brott och brott, de August Strindberg, escenografía de Alf Sjöberg
- 1937 : Vår aere og vår makt, de Nordahl Grieg, con Signe Hasso y Gunn Wållgren
- 1937 : Call It a Day, de Dodie Smith, con Inga Tidblad y Gunn Wållgren
- 1938 : Mannen utan själ, de Pär Lagerkvist, escenografía de Alf Sjöberg, con Gunn Wållgren
- 1938 : Julio César, de William Shakespeare, con Lars Hanson
- 1938 : The Women, de Clare Boothe Luce, con Gunn Wållgren
- 1938 : The Masque of Kings, de Maxwell Anderson, escenografía de Alf Sjöberg, con Lars Hanson
- 1939 : Asesinato en la catedral, de T. S. Eliot, escenografía de Alf Sjöberg
- 1939 : Påsk, de August Strindberg, con Signe Hasso
- 1939 : Le Valet maître, de Paul Armont y Léopold Marchand, con Lars Hanson
- 1939 : Dear Octopus, de Dodie Smith, con Inga Tidblad
- 1939 : Gustav Vasa, de August Strindberg, con Lars Hansony Inga Tidblad
- 1939 : Andrómaca, de Jean Racine
- 1940 : La Belle Aventure, de Gaston Arman de Caillavet y Robert de Flers, con Gunn Wållgren
- 1941 : Farmor och Vår Herre, de Hjalmar Bergman
- 1941 : David Copperfield, a partir de Charles Dickens
- 1942 : George Washington slept here, de George S. Kaufman y Moss Hart, escenografía de Alf Sjöberg, con Gunn Wållgren
- 1943 : Le Roi, de Gaston Arman de Caillavet, Robert de Flers y Emmanuel Arène, con Eva Dahlbeck, Göran Gentele, Lars Hanson, Ulf Palme y Inga Tidblad
- 1945 : En idealist, de Kaj Munk, con Lars Hanson, Ulf Palme y Mai Zetterling
- 1945 : Las moscas, de Jean-Paul Sartre, escenografía de Alf Sjöberg, con Stig Järrel, Ulf Palme y Mai Zetterling
- 1946 : El jardín de los cerezos, de Antón Chéjov, con Mimi Pollak y Mai Zetterling
- 1946 : Man and Superman, de George Bernard Shaw, con Anita Björk y Stig Järrel
- 1947 : Británico, de Jean Racine
- 1948 : De vises sten, de Pär Lagerkvist, con Lars Hanson y Ulf Palme
- 1948 : Joan of Lorraine,  de Maxwell Anderson, con Gunn Wållgren
- 1948-1949 : The Family Reunion, de T. S. Eliot, escenografía de Alf Sjöberg, con Anita Björk, Mimi Pollak y Max von Sydow
- 1949 : Leka med elden, de August Strindberg, escenografía de Mimi Pollak, con Anita Björk y Gunnar Björnstrand
- 1949 : Anne of the Thousand Days, de Maxwell Anderson, con Lars Hanson, Max von Sydow y Inga Tidblad
- 1950 : Dunungen, de Selma Lagerlöf, con Allan Edwall, Jarl Kulle, Max von Sydow y Ingrid Thulin
- 1950-1951 : Chéri, adaptación de la obra de Colette, escenografía de Mimi Pollak, con Maj-Britt Nilsson (reemplazada por Ingrid Thulin), Mimi Pollak y Inga Tidblad
- 1951 : L'Invitation au château, de Jean Anouilh, escenografía de Mimi Pollak, con Anita Björk, Mimi Pollak y Ingrid Thulin
- 1951 : Master Olof, de August Strindberg, escenografía de Alf Sjöberg, con Allan Edwall y Jarl Kulle
- 1952 : Pigmalión, de George Bernard Shaw, escenografía de Alf Sjöberg, con Anita Björk y Lars Hanson
- 1953 : Un mes en el campo, de Iván Turguénev, escenografía de Mimi Pollak
- 1953 : Gertrud, de Hjalmar Söderberg, con Eva Dahlbeck
- 1954 : Orestíada, de Esquilo, con Anita Björk y Jarl Kulle
- 1954 : L'amour veille, de Gaston Arman de Caillavet y Robert de Flers, escenografía de Mimi Pollak, con Anita Björk y Jarl Kulle
- 1954 : Mariana Pineda, de Federico Garcia Lorca, escenografía de Mimi Pollak, con Jarl Kulle y Gunn Wållgren
- 1955 : El sueño, de August Strindberg, con Allan Edwall, Jarl Kulle y Gunn Wållgren
- 1955 : El pato silvestre, de Henrik Ibsen, escenografía de Alf Sjöberg, con Eva Dahlbeck y Ulf Palme
- 1955 : Tío Vania, de Antón Chéjov, con Eva Dahlbeck, Jarl Kulle y Gunn Wållgren
- 1956 : Sällskapslek, de Erland Josephson
- 1957 : Ivanov, de Antón Chéjov, con Gunn Wållgren
- 1958 : Farmor och Vår Herre, de Hjalmar Bergman
- 1958 : La importancia de llamarse Ernesto, de Oscar Wilde, escenografía de Mimi Pollak, con Jarl Kulle
- 1958 : Electra, de Sófocles, con Mona Malm
- 1959 : La casa de Rosmer, de Henrik Ibsen, escenografía de Alf Sjöberg, con Lars Hanson y Ulf Palme
- 1960 : Till Damaskus, de August Strindberg, con Lars Hanson y Erland Josephson
- 1962 : Hans nåds testamente, de Hjalmar Bergman
- 1962 : Le Voyage, de Georges Schehadé, escenografía de Alf Sjoberg, con Anita Björk y Allan Edwall
- 1962 : Spöksonaten, de August Strindberg, con Allan Edwall
- 1963 : Sagan, de Hjalmar Bergman, escenografía de Ingmar Bergman, con Bibi Andersson y Erland Josephson
- 1964 : Tre knivar från Wei, de Harry Martinson, escenografía de Ingmar Bergman, con Mona Malm y Inga Tidblad
- 1964 : Hedda Gabler, de Henrik Ibsen, escenografía de Ingmar Bergman
- 1965 : Iwona, księżniczka Burgunda, de Witold Gombrowicz, escenografía de Alf Sjöberg
- 1966 : Markarells i Wadköping, de Hjalmar Bergman, con Anita Björk y Erland Josephson
- 1967 : Flickan i Montreal, de Lars Forssell, con Bibi Andersson
- 1968 : La Puce à l'oreille, de Georges Feydeau, escenografía de Mimi Pollak
- 1969 : Don Carlos, de Friedrich von Schiller, con Mona Malm
- 1969 : La ópera de los tres centavos, de Bertolt Brecht y Kurt Weill, escenografía de Alf Sjöberg, con Harriet Andersson
- 1970 : El sueño, de August Strindberg, escenografía de Ingmar Bergman, con Allan Edwall
- 1971 : Las troyanas, de Eurípides, con Gunnel Lindblom y Mona Malm

## Filmografía (selección)
- 1912 : Fadren
- 1919 : Dunungen
- 1920 : Klostret i Sendomir
- 1920 : Carolina Rediviva
- 1921 : En vildfågel
- 1921 : Vallfarten till Kevlaar
- 1923 : Norrtullsligan
- 1923 : Fröken Fob
- 1924 : Halta Lena och vindögda Per
- 1924 : Carl XII:s kurir
- 1924 : Livet på landet
- 1925 : En afton hos Gustaf III på Stockholms slott
- 1925 : Två konungar
- 1926 : Charleys tant
- 1928 : Gustaf Wasa del I
- 1932 : Vi som går köksvägen
- 1933 : Vi som går kjøkkenveien
- 1941 : Striden går vidare
- 1944 : Jag är eld och luft
- 1944 : Släkten är bäst
- 1945 : Den allvarsamma leken
- 1946 : Brita i grosshandlarhuset
- 1950 : Mamma gör revolution
- 1951 : Sommarlek
- 1952 : Trots
- 1953 : Flickan från Backafall
- 1953 : Sommaren med Monika
- 1953 : Vingslag i natten
- 1954 : Simon syndaren
- 1954 : En lektion i kärlek
- 1955 : Så tuktas kärleken
- 1955 : Flickan i regnet
- 1955 : Giftas
- 1955 : Kvinnodröm
- 1956 : Sceningång
- 1956 : Det är aldrig för sent
- 1957 : Nattens ljus
- 1958 : Kvinna i leopard
- 1960 : Av hjärtans lust
- 1960 : Kärlekens decimaler